# Litewska Partia Regionów
Litewska Partia Regionów (lit. Lietuvos regionų partija, LRP) – litewska partia polityczna o profilu lewicowym założona w 2018.

## Historia
Ugrupowanie powstało w wyniku rozłamu w Litewskiej Partii Socjaldemokratycznej, który nastąpił na skutek głosowania na temat przynależności do koalicji wspierającej rząd Sauliusa Skvernelisa. Posłowie, którzy opuścili socjaldemokrację, założyli w Sejmie własną frakcję, wspierającą rząd, podjęli także działania na rzecz powołania do życia nowej partii politycznej. Ostatecznie do powołania nowego ruchu politycznego doszło na zjeździe wileńskim w dniu 24 marca 2018. Ugrupowanie otrzymało nazwę Litewskiej Socjaldemokratycznej Partii Pracy (LSDDP). Przewodniczącym partii został były premier i ówczesny wiceprzewodniczący Sejmu Gediminas Kirkilas. W skład władz ugrupowania weszli m.in. były minister sprawiedliwości Juozas Bernatonis, posłowie Irena Šiaulienė i Andrius Palionis, byli działacze Partii Pracy Uspaskicha Kęstutis Daukšys i Petras Čimbaras. Stanowisko wiceprzewodniczącej partii objęła także była liderka Partii Pracy, mer Szyrwintów, Živilė Pinskuvienė.
Partia zadeklarowała, że wśród jej członków znalazło się prawie 4,5 tys. osób. Sejmowa frakcja ugrupowania liczyła początkowo 12 posłów, w kwietniu 2018, po opuszczeniu jej przez przedstawiciela Partii Pracy, zmniejszyła się do 11.
W wyborach europejskich w 2019 partia uzyskała 2,36% głosów. Na początku lipca 2019 ugrupowanie weszło w skład czteropartyjnej koalicji mającej wspierać nowy rząd Sauliusa Skvernelisa. 
W wyborach 2020 partia nie przekroczyła progu wyborczego, otrzymując 3,17% głosów. W lipcu 2021 ugrupowanie zmieniło nazwę na Litewska Partia Regionów, wybierając na swojego przewodniczącego Jonasa Pinskusa. Ugrupowanie było wówczas reprezentowane przez dwóch posłów: Jonasa Pinskusa i Andriusa Palionisa. W wyborach lokalnych w 2023 mandaty radnych z list partii uzyskało 57 osób.